# Place Napoléon-III
Pour les articles homonymes, voir Place Napoléon.
La place Napoléon-III est une voie située dans le quartier Saint-Vincent-de-Paul du 10e arrondissement de Paris. Elle est située juste devant la gare du Nord, dont elle constitue une grande partie du parvis.

## Situation et accès
La place Napoléon-III est desservie à proximité par les lignes 4 et 5 du métro et lignes B et D du RER à la station Gare du Nord.

## Origine du nom

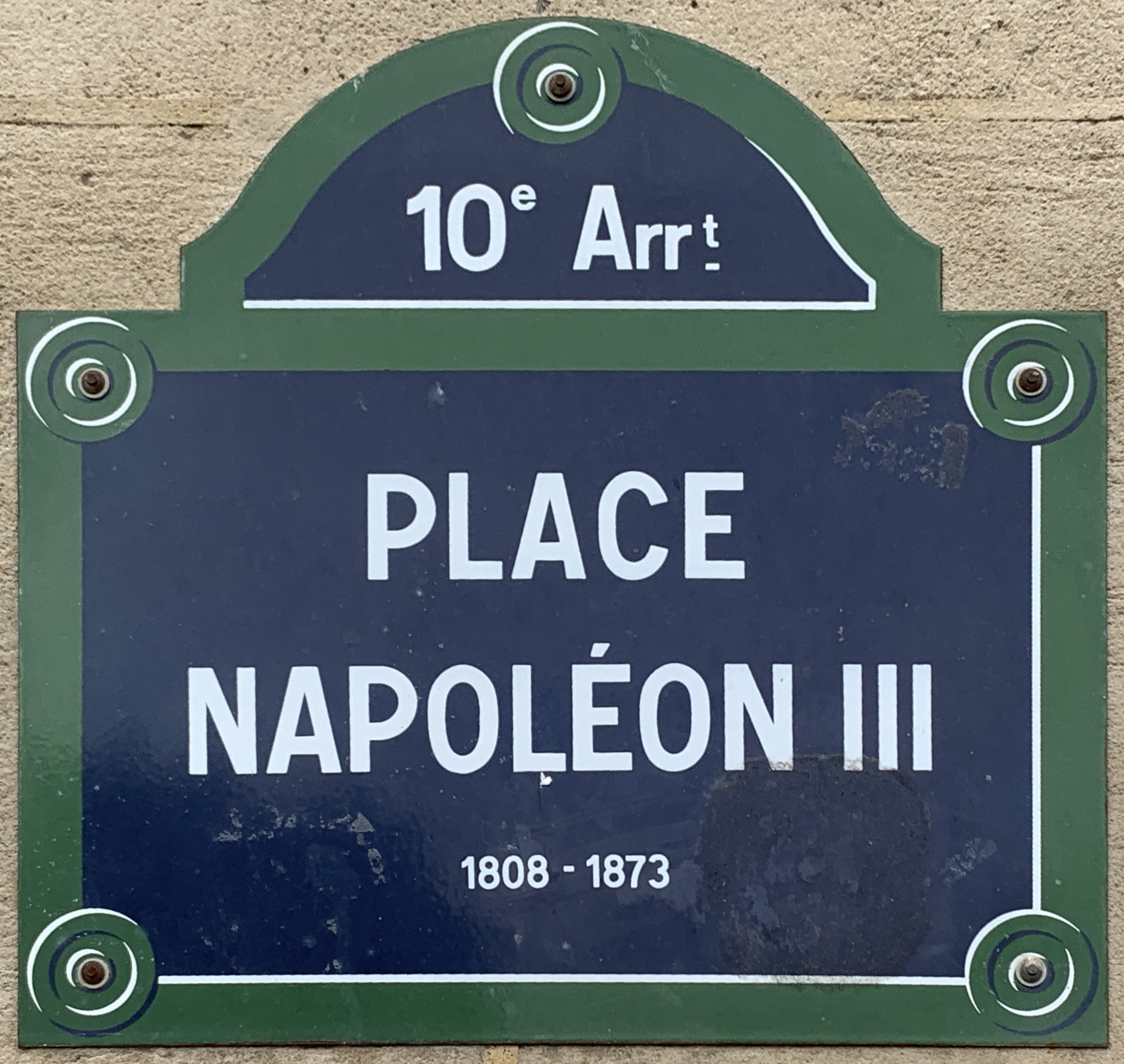
Plaque de la place.

Elle doit son nom à Napoléon III, ancien chef de l'État français, premier président de la République française puis empereur des Français. En effet, la gare attenante a été construite sous son règne.

## Historique

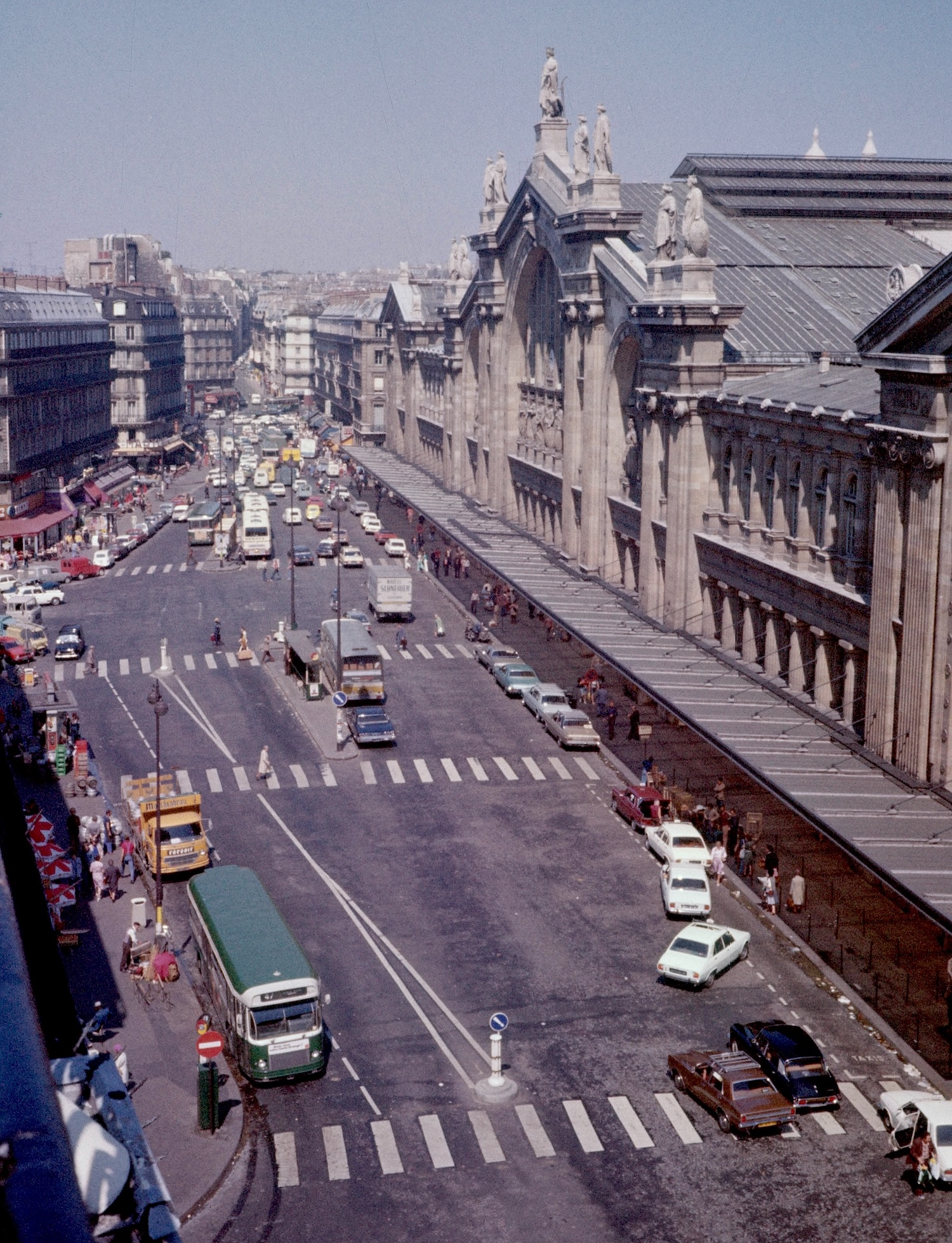
Vue en 1975 de la rue de Dunkerque.

Ancienne « place de Roubaix » ouverte en 1845 sur l'emprise de la rue de Dunkerque devant la gare du Nord, elle prend son nom actuel en 1987.

## Bâtiments remarquables et lieux de mémoire
La place donne sur la gare de Paris-Nord, dont elle constitue le parvis gauche.